# Kazimierz Szcześniak
Kazimierz Szcześniak (ur. 20 lutego 1885 w Gałęzowie pow. wrzesiński, zm. 22 października 1945 w Tel Awiwie) – podpułkownik piechoty Wojska Polskiego, powstaniec wielkopolski, uczestnik wojny polsko-bolszewickiej, kawaler Orderu Virtuti Militari.

## Życiorys

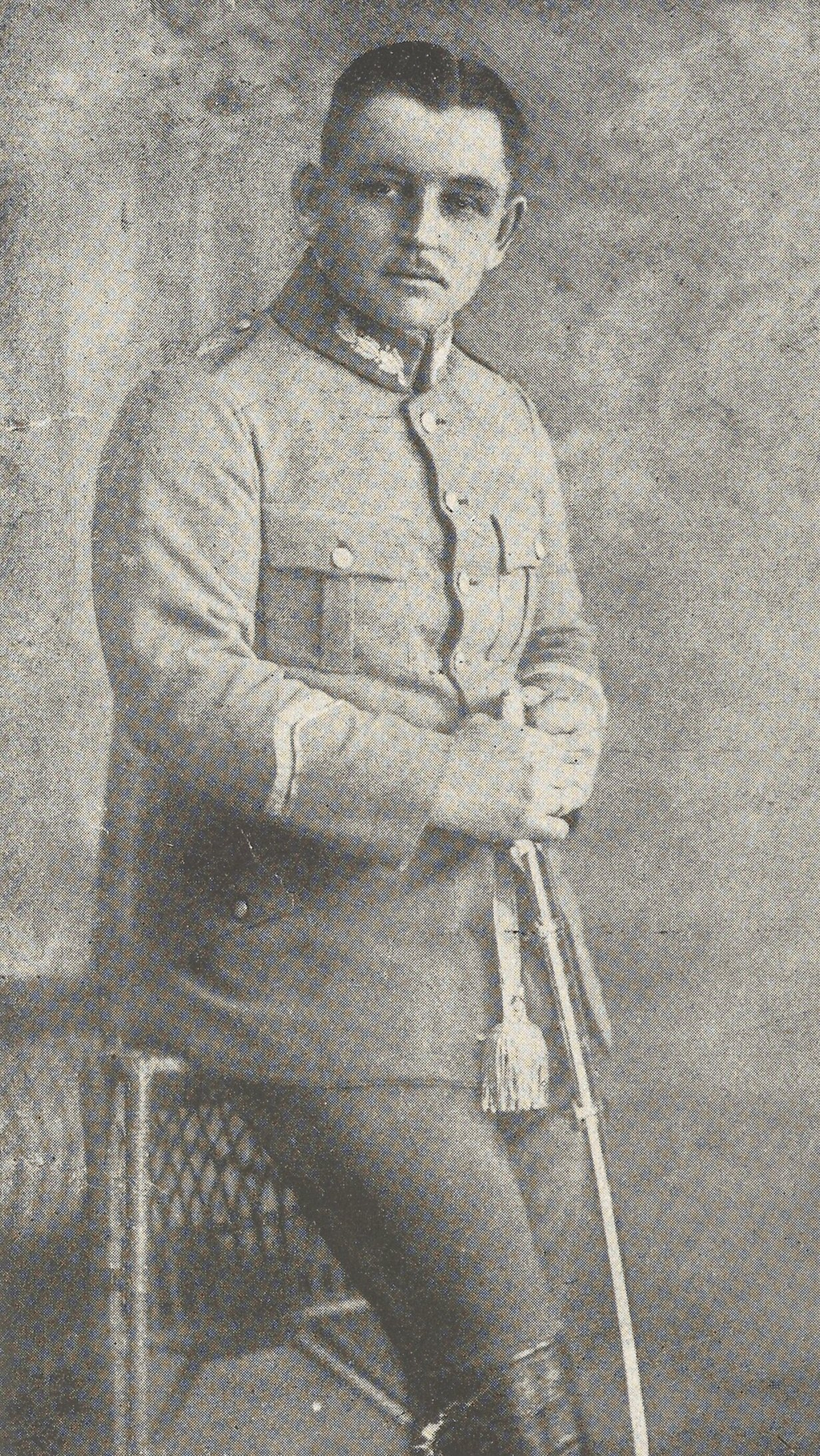
Kazimierz Szcześniak w czasie powstania wielkopolskiego

Był synem Wawrzyńca i Stanisławy z Klikamrów. Ukończył Szkołę Rolniczą w Bojanowie (1904) i seminarium nauczycielskie w Rawiczu (1906).
Z zawodu był nauczycielem, przed I wojną światową pracował w szkole we Wiosce. Po wybuchu I wojny światowej zmobilizowany do wojska niemieckiego walczył na froncie wschodnim i zachodnim. Był dwukrotnie ranny i zatruty gazem. Po zakończeniu wojny włączył się do Powstania Wielkopolskiego obejmując dowództwo powstańczej kompanii w Wielichowie. Brał udział m.in. w walkach o Kargowę (11/12 lutego 1919).
14 października 1920 roku został zatwierdzony z dniem 1 kwietnia 1920 roku w stopniu kapitana, w piechocie, w grupie oficerów byłej armii niemieckiej. Był wówczas oficerem 62 pułku piechoty. 1 czerwca 1921 roku pełnił nadal pełnił służbę w 62 pułku piechoty. 3 maja 1922 roku został zweryfikowany w stopniu majora ze starszeństwem z dniem 1 czerwca 1919 roku i 517. lokatą w korpusie oficerów piechoty, a jego oddziałem macierzystym był w dalszym ciągu 62 pp. W okresie międzywojennym kontynuował służbę w 62 pułku piechoty w Bydgoszczy zajmując w nim stanowiska referenta wyszkolenia i kwatermistrza. 22 lipca 1922 roku został zatwierdzony na stanowisku dowódcy batalionu. W latach 1923–1925 był dowódcą I batalionu. W 1928 roku był dowódcą III batalionu 79 pułku piechoty w Słonimiu. 23 stycznia 1929 roku awansował na podpułkownika ze starszeństwem z dniem 1 stycznia 1929 roku i 19. lokatą w korpusie oficerów piechoty. W marcu tego roku został przeniesiony do kadry oficerów piechoty z równoczesnym przeniesieniem służbowym do Komendy Placu Brześć nad Bugiem na stanowisko referenta bezpieczeństwa. W marcu 1930 roku został przeniesiony do Powiatowej Komendy Uzupełnień Szamotuły na stanowisko komendanta. Z dniem 28 lutego 1933 roku został przeniesiony w stan spoczynku. Mieszkał w Gnieźnie.
Walczył w kampanii wrześniowej 1939 roku. Został ciężko ranny w walkach pod Garwolinem, a następnie ewakuowany do Rumunii. W 1940 roku przedostał się do Palestyny, gdzie wstąpił do Wojska Polskiego. W 1945 roku pozostawał w Rezerwie Oficerskiej Jednostek Wojska na Środkowym Wschodzie. Wskutek odnowienia się ran ciężko zachorował i zmarł 22 października 1945 roku w szpitalu w Tel Awiwie. Został pochowany na brytyjskim cmentarzu wojennym w Ramli.
Żonaty ze Stanisławą z Jankowskich, miał córkę Zofię (ur. 1913).

## Ordery i odznaczenia
- Krzyż Srebrny Orderu Wojskowego Virtuti Militari (13 maja 1921)[19]
- Krzyż Niepodległości (25 lipca 1933)[20]
- Krzyż Walecznych (1921)[21]
- Złoty Krzyż Zasługi (22 grudnia 1933)[17]
- Medal Dziesięciolecia Odzyskanej Niepodległości
- Krzyż Żelazny I klasy[3]
- Krzyż Żelazny II klasy[3]